# Prix Doynel-de-Saint-Quentin
Le prix Doynel-de-Saint-Quentin est une course hippique de trot attelé se déroulant fin novembre ou début décembre depuis 2010 — anciennement fin octobre ou début novembre — sur l'hippodrome de Vincennes.
C'est une course de Groupe II européenne réservée aux chevaux de 5 ans, hongres exclus, ayant gagné au moins 45 000 €.
Elle se court sur la distance de 2 850 mètres (grande piste), départ volté. L'allocation s'élève à 120 000 €, dont 54 000 € pour le vainqueur.
Créée en décembre 1928, l'épreuve honore le comte Doynel de Saint-Quentin, élu à la présidence de la Société du demi-sang cette année-là et mort la même année.

## Palmarès depuis 1968
| Année | Vainqueur          | Pays     | Père               | Driver                    | Entraîneur                | Réd.km |
| ----- | ------------------ | -------- | ------------------ | ------------------------- | ------------------------- | ------ |
| 2024  | Jushua Tree        | France   | Bold Eagle         | Jean-Michel Bazire        | Nicolas Bazire            | 1'12"6 |
| 2023  | Idao de Tillard    | France   | Sévérino           | Clément Duvaldestin       | Thierry Duvaldestin       | 1'13"4 |
| 2022  | Bleff Dipa (sv)    | Italie   | Mister JP          | Alexandre Abrivard        | Holger-Klaus Ehlert       | 1'13"4 |
| 2021  | Ampia Mede SM (sv) | Italie   | Ganymède           | Franck Nivard             | Fabrice Souloy            | 1'12"4 |
| 2020  | Fakir du Lorault   | France   | Vaillant Cash      | François Lecanu           | Mickaël Charuel           | 1'14"4 |
| 2019  | Excellent          | France   | Réal de Lou        | Alexandre Abrivard        | Laurent-Claude Abrivard   | 1'13"1 |
| 2018  | Dark Night Love    | France   | Royal Lover        | Jean-Michel Bazire        | Jean-Michel Bazire        | 1'14"3 |
| 2017  | Cash and Go        | France   | Ready Cash         | Franck Nivard             | Sébastien Guarato         | 1'13"5 |
| 2016  | Cash Gamble (sv)   | Suède    | Ready Cash         | Jean-Michel Bazire        | Fabrice Souloy            | 1'13"2 |
| 2015  | Lionel (sv)        | Norvège  | Look de Star       | Franck Nivard             | Fabrice Souloy            | 1'14"  |
| 2014  | Vabellino          | France   | Ouragan de Celland | Éric Raffin               | Sébastien Guarato         | 1'15"2 |
| 2013  | Une Fille d'Amour  | France   | Infant du Bossis   | David Thomain             | Cyril Raimbaud            | 1'15"1 |
| 2012  | Tchao de Loiron    | France   | Insert Gédé        | Jean-Michel Bazire        | Franck Leblanc            | 1'14"1 |
| 2011  | Le Cannibale       | Finlande | Jag de Bellouet    | Jean-Michel Bazire        | Fabrice Souloy            | 1'15"  |
| 2010  | Ready Cash         | France   | Indy de Vive       | Franck Nivard             | Thierry Duvaldestin       | 1'15"1 |
| 2009  | Quarcio du Chêne   | France   | Capriccio          | Björn Goop                | Olle Goop                 | 1'14"2 |
| 2008  | Pablo              | France   | Capriccio          | Pierre Levesque           | Bertrand Kernivinen       | 1'15"7 |
| 2007  | Opium              | France   | Défi d'Aunou       | Pierre Levesque           | Pierre Levesque           | 1'14"9 |
| 2006  | Nana du Boisnant   | France   | Vivier de Montfort | Michel Lenoir             | Luc Bourgoin              | 1'14"3 |
| 2005  | Mara Bourbon       | France   | And Arifant        | Jean-Pierre Dubois        | Jean-Pierre Dubois        | 1'14"4 |
| 2004  | Land du Coglais    | France   | And Arifant        | Michel Lenoir             | Michel Lenoir             | 1'15"5 |
| 2003  | Pegasus Boko       | Suède    | Barbeque           | Jos Verbeeck              | Fabrice Souloy            | 1'14"8 |
| 2002  | Jardy              | France   | Cygnus d'Odyssée   | Philippe Allaire          | Philippe Allaire          | 1'14"6 |
| 2001  | Ingen              | France   | Jet du Vivier      | Pierre Levesque           | Pierre Levesque           | 1'15"3 |
| 2000  | Hermès de Péricard | France   | Workaholic         | Bernard Piton             | Alain Laurent             | 1'16"6 |
| 1999  | Galopin du Ravary  | France   | Arzel de Gournay   | Dominik Cordeau           | Dominik Cordeau           | 1'15"6 |
| 1998  | Fiesta d'Anjou     | France   | Urfist des Prés    | Jean-Michel Bazire        | Jean-Michel Bazire        | 1'16"  |
| 1997  | Eviland            | France   | Granit             | Pierre Levesque           | Pierre Levesque           | 1'16"7 |
| 1996  | Diane de Saint Pol | France   | Quiton du Coral    | Régis-Jean Fleury         | Jean-Paul Marmion         | 1'17"4 |
| 1995  | Carpe Diem         | France   | Workaholic         | Jos Verbeeck              | Jean-Lou Peupion          | 1'16"9 |
| 1994  | Bijou du Bignon    | France   | Rainbow Runner     | Jacques Gaborit           | Jacques Gaborit           | 1'16"8 |
| 1993  | Abo Volo           | France   | Lurabo             | Paul Viel                 | Paul Viel                 | 1'18"7 |
| 1992  | Vourasie           | France   | Fakir du Vivier    | Bernard Oger              | Léopold Verroken          | 1'18"6 |
| 1991  | Ukir de Jemma      | France   | Fakir du Vivier    | Michel Roussel            | Philippe Allaire          | 1'17"7 |
| 1990  | Twist de Monts     | France   | Hélios des Bois    | Paul Billon               | Paul Billon               | 1'18"  |
| 1989  | Siko le Grand      | France   | Lupi               | Yves Dreux                | Bernard Desmontils        | 1'18"9 |
| 1988  | Rose du Beauvoisin | France   | Fleuronné          | Daniel Cliquet            | Claude Cliquet            | 1'23"6 |
| 1987  | Quèvreville        | France   | Firstly            | Jean-Pierre Viel          | Jean-Pierre Viel          | 1'20"  |
| 1986  | Poroto             | France   | Esquirol           | Louis Boulard             | Louis Boulard             | 1'19"7 |
| 1985  | Olympio de Corseul | France   | Enguerillero       | Jean-René Gougeon         | Jean-René Gougeon         | 1'18"1 |
| 1984  | Néric Barbés       | France   | Caprior            | Jean-Luc Bigeon           | André-Francis Bigeon      | 1'22"4 |
| 1983  | Muscle             | France   | Tivaso P           | Richard-William Denéchère | Richard-William Denéchère | 1'19"4 |
| 1982  | La Bourrasque      | France   | Buffet II          | Jean-Pierre Viel          | Jean-Pierre Viel          | 1'18"8 |
| 1981  | Kisin              | France   | Vallenay           | Léopold Verroken          | Léopold Verroken          | 1'19"6 |
| 1980  | Javaza             | France   | Tokyo              | Marcel Delaunay           | Marcel Delaunay           | 1'21"7 |
| 1979  | Ianthin            | France   | Vésuve T           | Paul Delanoë              | Paul Delanoë              | 1'21"3 |
| 1978  | Hillion Brillouard | France   | Raskolnikov Z      | Philippe Allaire          | Pierre-Désiré Allaire     | 1'18"8 |
| 1977  | Grandpré           | France   | Quouick JL         | Pierre-Désiré Allaire     | Pierre-Désiré Allaire     | 1'20"3 |
| 1976  | Feinte             | France   | Kerjacques         | Jean-Pierre Viel          | Jean-Pierre Viel          | 1'20"4 |
| 1975  | Éjakval            | France   | Kerjacques         | Jean-Claude David         |                           |        |
| 1974  | Dimitria           | France   | Mario              | Léopold Verroken          |                           | 1'20"  |
| 1973  | Cerise II          | France   | Patara             | Léopold Verroken          |                           | 1'20"9 |
| 1972  | Bill D             | France   | Kerjacques         | André-Louis Dreux         |                           | 1'20"  |
| 1971  | Amiral Williams    | France   | Jokai              | Camille Bottoni           |                           | 1'20"4 |
| 1970  | Vanina B           | France   | Carioca II         | Jean-René Gougeon         |                           |        |
| 1969  | Upsalin            | France   | Écusson            | Louis Sauvé               |                           | 1'21"3 |
| 1968  | Toscan             | France   | Kerjacques         | Michel-Marcel Gougeon     |                           | 1'21"  |

## Sources
- Pour les conditions de course et les dernières années du palmarès : site de la SETF
- Pour les courses plus anciennes : archives des quotidiens  (Ouest-France, Sud-Ouest…)